# Кант-Ойл (футбольний клуб)
«ФК „Кант-Ойл“ (Кант)» (кирг. ФК «Кант-Ойл» (Кант)) — киргизський футбольний клуб, який представляє Кант.

## Хронологія назв
- 1993: ФК Хан-Тенгрі (Кант).
- 1994: «Кант-Ойл» (Кант)"

## Історія
Клуб був заснований під назвою ФК «Хан-Тенгрі» (Кант). В 1993 році він розпочав свої виступи у Вищій лізі. В наступному році, змінивши свою назву на ФК «Кант-Ойл» (Кант), він здобув чемпіонство та досяг 1/2 фіналу національного Кубку. ФК «Кант-Ойл» зумів захистити свій титул у сезоні 1995 року, але по його завершенні клуб було розформовано.
Перемога в національному чемпіонаті 1994 року дозволила команді дебютувати на континентальному турнірі, а саме в Кубку азійських чемпіонів 1995 року. Але виступ клубу був дуже коротким, оскільки ФК «Кант-Ойл» зазнав поразки вже у першому раунді від туркменського клубу Копетдаг (Ашгабат).

## Досягнення
- Топ-Ліга
  -  Чемпіон (2): 1994, 1995

- Кубок Киргизстану
  - 1/2 фіналу (1): 1994

## Виступи клубу на континентальних турнірах під егідою КАФ
- Кубку азійських чемпіонів: 1 виступ

1995 — Перший раунд